# Johannes van Overbeek
Johannes van Overbeek (Sacramento, Californië, 14 april 1973) is een Amerikaans voormalig autocoureur. In 2016 won hij de 24 uur van Daytona, en in 2016 en 2018 won hij de 12 uur van Sebring.

## Carrière
Van Overbeek begon zijn autosportcarrière in het karting. In 1995 stapte hij over naar de GT-racerij en werd hij direct derde in het SCCA National Championship. In 1999 debuteerde hij in de American Le Mans Series bij het team Prototype Technology Group. Samen met Brian Cunningham won hij de race op Road Atlanta en werd hij derde in de GT-klasse van het kampioenschap. In de daaropvolgende jaren bleef hij actief in deze klasse, maar nam hij hiernaast ook deel aan races in andere kampioenschappen, waaronder de SPEED World Challenge en de Rolex Sports Car Series. In 2003 werd hij in dit laatste kampioenschap derde in de GT-klasse, met een zege op Watkins Glen International.
Vanaf 1999 heeft Van Overbeek meer dan tweehonderd races in de sportwagens gereden, waarin hij in totaal negen keer won. Tussen 2004 en 2008 eindigde hij ieder jaar in de top 3 van de GT-klasse van de American Le Mans Series - tweede in 2004 en 2006 en derde in 2005, 2007 en 2008 - en is hiermee de enige coureur die dit in deze periode presteerde. In 2012 werd hij wederom tweede in dit kampioenschap. Daarnaast nam hij zes keer deel aan de 24 uur van Le Mans: tussen 2005 en 2008 reed hij in de GT2-klasse, terwijl hij in 2015 en 2016 in de LMP2-klasse reed. Hij behaalde zijn beste resultaat tijdens zijn debuut in 2005, toen hij samen met Lonnie Pechnik en Seth Neiman derde werd in zijn klasse.
Tussen 2010 en 2018 reed Van Overbeek voor Extreme Speed Motorsports, het team van ondernemer Ed Brown. Voor dit team reed hij tussen 2014 en 2018 in de Daytona Prototype-klasse van het IMSA SportsCar Championship. In 2016 behaalde hij zijn grootste autosportsuccessen met zeges in zowel de 24 uur van Daytona en de 12 uur van Sebring. Hij deelde beide zeges met Brown, Scott Sharp en Pipo Derani. In de daaropvolgende seizoenen won hij nog drie races, waaronder zijn tweede zege in de 12 uur van Sebring in 2018, die hij deelde met Derani en Nicolas Lapierre. Aan het eind van 2018 maakte hij bekend om zijn autosportcarrière te beëindigen.